# Исцрпљивање ега
Исцрпљивање ега односи се на идеју да се самоконтрола или снага воље ослањају на ограничен скуп менталних ресурса који се могу искористити (с тим да се реч "его" користи у психоаналитичком смислу, а не у колоквијалном смислу).
Када је енергија за менталне активности ниска, самоконтрола је обично ослабљена, што би се сматрало стањем исцрпљености ега. Конкретно, доживљавање стања исцрпљености ега нарушава способност касније да се контролише. Задатак који исцрпљује и захтева самоконтролу може имати ометајући ефекат на следећи задатак самоконтроле, чак и ако су наизглед неповезани. Самоконтрола игра драгоцену улогу у функционисању себе на индивидуалистичком и међуљудском нивоу. Осиромашење ега је стога критична тема у експерименталној психологији, конкретно социјалној психологији, јер је то механизам који доприноси разумевању процеса људске самоконтроле. Постоје и студије које подржавају и доводе у питање ваљаност исцрпљивања ега као теорије.
Неке мета анализе и студије доводиле су у питање величину и постојање ефекта исцрпљивања ега. Крајња ваљаност тих каснијих студија није универзално договорена. Мартин Хејгер и Никос Катзисрантис, чија мета-анализа из 2010. године изгледа да подржава постојање ефекта исцрпљивања ега, су касније извршили унапред регистровану студију репликације у 23 лабораторија која није пронашла ефекат исцрпљивања ега.

## Импликације из стварног живота
У стању исцрпљености ега, ослабљена способност појединца да се саморегулише може бити умешана у широк спектар непожељних и неприлагођених понашања, као што су дела агресије. Знање и стратегије за сузбијање исцрпљивања ега би стога били од велике користи у различитим ситуацијама у стварном животу. 

### Дијета
Експеримент који су извели Кејтлин Вос и Тод Хитертон показао је како је исцрпљивање ега посебно важно када се узму у обзир хронични људи који су на дијети у поређењу са онима који нису на дијети. Хронична особа на дијети стално ради на томе да се одупре жудњи и ограничи унос хране. Вос и Хитертон су показали да би се задатак регулације уноса хране могао умањити усред примамљивих грицкалица, посебно када је појединац доживљавао стање исцрпљености ега. И они који су на дијети и они који нису на дијети покушали су потиснути своје емоционалне реакције током гледања филма.
Након тога, учесници су морали да конзумирају сладолед како би се укључили у тест укуса. Главни закључак је био да су особе на дијети које су потиснуле емоционалне реакције на филм доживеле више исцрпљивања ега од оних од којих није било потребно да потискују своје емоције. Осим тога, ти појединци су касније појели много више сладоледа у задатку испитивања укуса. У овим задацима особе које нису на дијети нису показале исте грешке у саморегулацији као особе на дијети. Стога се чини да је сам чин дијете облик утрошка ресурса. Особе на дијети троше толико енергије покушавајући да ограниче унос хране, али ће ти напори вероватно бити поткопани када се суоче са великим искушењем.

### Атлетски перформанс
Истраживање је открило да се ментална одлучност такмичарских спортиста може ометати након што заврше тежак когнитивни задатак више него након што су обавили лак когнитивни задатак. Ово указује да се ометајући ефекти исцрпљивања ега могу применити не само на касније извођење когнитивних задатака, већ и на физичке.

### Понашање потрошача
У свету конзумеризма, појединци се суочавају са одлукама и изборима који захтевају коришћење вредних енергетских ресурса како би обавили информисану куповину док се одупиру искушењу импулсивне или непотребне куповине. Потрошачи се непрестано бомбардују широким спектром опција. Да би направили најбољи избор, морају се упоредити много различитих аспеката различитих производа. Сложеност одлука потрошача сама по себи може довести до исцрпљивања ега. То би пак могло утицати на све касније одлуке које потрошачи морају донети. Када су потрошачи исцрпљени, већа је вероватноћа да ће постати пасивни и доносити импулсивније одлуке које можда неће бити у складу са њиховим правим вредностима.
Потрошачи се суочавају са избором различитих распона цена и квалитета производа на тржишту. Имати много опција може изазвати осећај преоптерећености потрошача, узрокујући исцрпљивање ега. Огласи који потрошачима говоре како заслужују и морају имати производ могу изазвати ментални умор и фрустрације, наводећи људе да попусте при куповини производа. Умор и фрустрација такође могу проистећи из договора са посебним захтевима о начинима куповине производа, заједно са улагањем напора у одлучивање која продавница има најбоље понуде или покушај да дођете до продавнице. Људи ће тада бити навођени да купују скупе или најјефтиније производе.
Потрошачи који имају ниску самоконтролу подложни су већем улагању у добијање производа високог статуса. Вероватно је да ће ти исти потрошачи бити мотивисанији, упорнији и платити више за производ. Ово ће довести потрошаче до осећаја оснаживања; поново ће се осећати под контролом и осећаће се као да превазилазе своја стања исцрпљена егом. То их такође може довести до куповине бренда са високим статусом. Потрошач би могао сматрати да је марка кориснија и сигурнија са производом.

## Олакшање
У једном експерименту се показало да изазивање позитивног расположења може ублажити штетне ефекте исцрпљивања ега на касније перформансе. Позитивно расположење изазвано је навођењем појединаца да гледају комичне спотове или давањем поклона изненађења. Чинило се да је позитивно расположење омогућило људима да се брже опораве од исцрпљивања ега и, надаље, побољшало њихову способност саморегулације. Не постоји тврдња да позитивно расположење може пружити општу корист људима који се раније нису бавили саморегулативним пословима; боље речено, позитивно расположење може вратити исцрпљеним појединцима способност саморегулације. Штавише, овај експериментални рад не разматра детаљно механизме помоћу којих се перформансе обнављају. Није познато да ли позитивно расположење сузбија исцрпљивање ега или га позитивно расположење само мотивира да устраје у задатку, упркос исцрпљеном стању.
Међутим, показало се да сам ефекат исцрпљивања ега (без интервенције у расположењу) није повезан са променама расположења, као што је показано у вишеструким експериментима исцрпљивања ега који су или контролисали расположење, или нису видели промене расположења. Дакле, позитиван утицај је само начин да се сузбије исцрпљивање ега након што је особа исцрпљена.